# Megamuerte
Este artículo trata acerca del término Megadeath, no confundir con la banda norteamericana de thrash metal Megadeth.

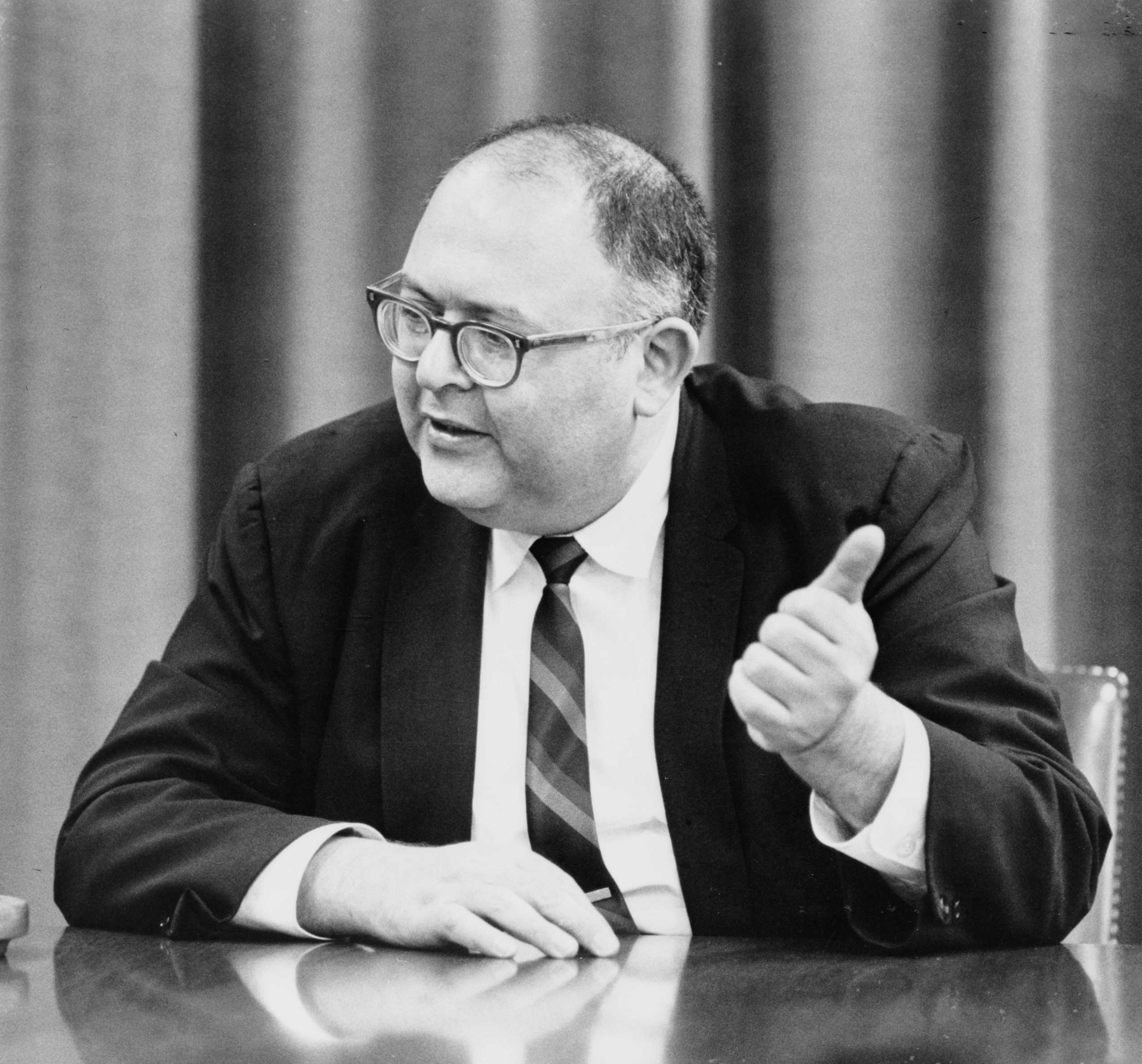
Herman Kahn.

Megamuerte (en inglés Megadeath o megacorpse) es el término que se asigna por cada millón de muertes. Fue acuñado en 1953 por el estratega militar Herman Kahn perteneciente a la RAND, y popularizado en 1960 en su libro On Thermonuclear War (Acerca de la guerra termonuclear). Según el punto de vista de Kahn, Estados Unidos habría sufrido 10 megamuertes en lugar de 100, y estas deberían considerarse como «trágicos, pero distinguibles resultados». Tales cálculos perdieron toda validez con el advenimiento durante los siguientes años de la destrucción mutua asegurada, pero la unidad de medida perduró.
Aunque el término fue creado con el fin de examinar las posibles consecuencias de la realización de una guerra nuclear, un número tan elevado de muertes podría estar asociado también con otras armas de destrucción masiva y en casos extremos con el democidio.
En la película de 1964 de Stanley Kubrick Dr. Strangelove or: How I Learned to Stop Worrying and Love the Bomb, el general Buck Turgidson (protagonizado por George C. Scott) lleva una carpeta que lleva el título World Targets in Megadeaths (Objetivos mundiales en megamuertes). En el filme, Turgidson trata de promover por todos los medios una guerra preventiva.
La palabra megadeath fue adoptada -y adaptada- por The Meggadeaths, un precursor de Pink Floyd, y en 1983 por la banda estadounidense de thrash metal Megadeth. Una supuesta banda heavy metal llamada Megadeath cerró una parodia del festival de Woodstock organizado por National Lampoon en 1973.